# Amenirdis II
Amenirdis II (Jmn-'jr-dj-sj) va ser una princesa i sacerdotessa núbia de l'antic Egipte. Era filla del faraó cuixita Taharqa de la XXV dinastia. Va ser adoptada per Xepenupet II, filla del rei Piye, per a convertir-se en la Divina Adoratriu d'Amon, càrrec que va ocupar des del 650 aC fins al 640 aC, durant la XXVI dinastia. Amenirdis II, per la seva banda, va adoptar Nitocris I, filla del faraó Psamètic I, per esdevenir la seva successora. Potser estava casada amb un dels fills de Taharqa, el rei Atlanersa.